# آرشالویس هاروتیونیان
آرشالویس فرونزه‌ای هاروتیونیان (آرشو هاروتیونیان) (ارمنی: Արշալույս Ֆրունզեի Հարությունյան (Արշո Հարությունայն) زاده ۲۶ ژانویهٔ ۱۹۷۷) یک بازیگر، کارگردان و نویسنده اهل ارمنستان است. وی از سال ۱۹۸۴ میلادی تاکنون مشغول فعالیت بوده است.

## زندگی‌نامه
وی در ۲۶ ژانویه ۱۹۷۷ در پوتسدام به دنیا آمد و از انستیتو دولتی سینما و تئاتر ایروان فارغ‌التحصیل شد. وی در تئاتر دراماتیک دولتی وارطان آجمیان گیومری (۱۹۸۴–۱۹۹۴)، فرهنگستان دولتی تئاتر سوندوکیان (۱۹۸۸–۱۹۹۲)، تئاتر مخاطبان نوجوان ایروان (۱۹۹۵–۱۹۹۸) و تئاتر دولتی موسیقی مجلسی ایروان (۱۹۹۶) فعالیت کرده است. وی همچنین برندهٔ جوایزی همچون هنرمند افتخاری جمهوری ارمنستان (۲۰۱۵) شده است.

## بخشی از فیلمشناسی
از فیلم‌ها یا برنامه‌های تلویزیونی که وی در آن نقش داشته است می‌توان به آثار زیر اشاره کرد.
- مسیر رؤیایی ما (۲۰۱۷)